# Cleveland (album)
Cleveland è un album del rapper Layzie Bone, pubblicato il 17 ottobre 2006 sotto l'casa discografica Siccness.
La canzone Rain è dedicata a Flesh-N-Bone, fratello dell'interprete e anch'esso membro dei Bone Thugs-n-Harmony.

## Tracce
1. Cleveland
2. The Recipe
3. They Don't Know
4. Rain (feat. Felicia)
5. All For You (feat. Felicia)
6. Po Po
7. Armed And Dangerous
8. Ride Out
9. Real Niggas (feat. Felicia)
10. Murder"
11. Punch In The Mouth (feat. I-Rocc & Killa Klump)
12. Outro
13. Kick Rockz (feat. Killa Klump)
14. We Gone Ride (feat. Killa Klump)
15. Thug Life (feat. Killa Klump)
16. Tonight (feat. Killa Klump)
17. The World (feat. Killa Klump)
18. They Hate (feat. Killa Klump)
19. I'm Good (feat. Noble, Killa Klump & Yukmouth)
20. Get In Get Out